# 9275 Persson
9275 Persson este un asteroid din centura principală de asteroizi.

## Descriere
9275 Persson este un asteroid din centura principală de asteroizi. A fost descoperit pe 16 martie 1980 la Observatorul La Silla de Claes-Ingvar Lagerkvist. El prezintă o orbită caracterizată de o semiaxă mare de 3,05 ua, o excentricitate de 0,09 și o înclinație de 9,2° în raport cu ecliptica.